# Riot (Above the Tree & the E-Side)
Riot è il secondo album del duo Above the tree & the E-Side prodotto da La casa della grancetta nel 2016. 
Il disco, composto da sette tracce interamente strumentali con influenze afro-beat e trance inframmezzate da trip psichedelici è stato registrato a distanza e poi “assemblato” presso lo studio di registrazione  di Bernacchia a Senigallia.

## Tracce
1. Youth – 5:20
2. Rainbow Revolution – 3:56
3. Spark – 5:05
4. Wrong Right Side – 5:31
5. Aftersquare – 5:39
6. Saggy Balls Team – 6:10
7. Immigrants Ltd – 9:43

## Formazione
- Marco Bernacchia - voce, chitarra, sintetizzatore
- Matteo Sideri - voce, batteria, beat elettronici
- Michele Lavarda - basso elettrico (tracce: 2, 4, 5)